# Hallsjön (Västra Tunhems socken, Västergötland)
Hallsjön är en sjö i Vänersborgs kommun i Västergötland och ingår i Göta älvs huvudavrinningsområde. Sjön är 17,5 meter djup, har en yta på 0,256 kvadratkilometer och är belägen 124,3 meter över havet.

## Delavrinningsområde
Hallsjön ingår i det delavrinningsområde (648056-130678) som SMHI kallar för Rinner till Vänern - Dalbosjön. Medelhöjden är 78 meter över havet och ytan är 44,37 kvadratkilometer. Det finns inga avrinningsområden uppströms utan avrinningsområdet är högsta punkten. Avrinningsområdets utflöde Göta älv (Röa) mynnar i havet. Avrinningsområdet består mestadels av skog (62 procent) och jordbruk (19 procent). Avrinningsområdet har 0,4 kvadratkilometer vattenytor vilket ger det en sjöprocent på 0,9 procent. Bebyggelsen i området täcker en yta av 1,9 kvadratkilometer eller 4 procent av avrinningsområdet.